# Trucidocynodon
Trucidocynodon is een geslacht van uitgestorven synapsiden behorend tot de familie Ecteniniidae van de Cynodontia. Dit dier leefde in het Laat-Trias van Brazilië (Zuid-Amerika). Het bevat als enige soort Trucidocynodon riograndensis. Fossielen van Trucidocynodon werden ontdekt in uitlopers van de Santa Mariaformatie in Paleorrota geopark Agudo. Trucidocynodon riograndensis leek op Ecteninion lunensis uit de Ischigualastoformatie uit het Laat-Trias van Argentinië, maar verschilde in verschillende opzichten, waaronder zijn grotere omvang. Hij is bekend van een bijna compleet holotypeskelet en een verwezen schedel. Het holotypeskelet had een geschatte lengte van 1,2 meter, terwijl de verwezen schedel 17 procent groter was dan die van het holotype. Trucidocynodon wordt beschouwd als een van de grootste bekende carnivore cynodonten uit het Trias en als een van de grootste probainognathiërs uit het hele Mesozoïcum.
Een biomechanische analyse heeft aangetoond dat Trucidocynodon niet alleen rechtopstaande ledematen had, maar mogelijk ook digitigrade voorpoten, als een van de eerste synapsiden met aanpassingen voor cursorialiteit. Het was waarschijnlijk echter geen gespecialiseerde teenganger, in tegenstelling tot hoefdieren en sommige andere moderne cursoriale zoogdieren.
Trucidocynodon is bekend van fossielen uit de Hyperodapedon Assemblage Zone in Santa María-formatie in de Braziliaanse deelstaat Rio Grande do Sul.